# Caecilia tentaculata
Caecilia tentaculata là một loài động vật lưỡng cư trong họ Caeciliidae.
Loài này có ở Brasil, Colombia, Ecuador, Guyane thuộc Pháp, Peru, Suriname, Venezuela, có thể Bolivia, và có thể Guyana.
Các môi trường sống tự nhiên của chúng là các khu rừng ẩm ướt đất thấp nhiệt đới hoặc cận nhiệt đới, các đồn điền, vườn nông thôn, và các khu rừng trước đây bị suy thoái nặng nề.